# John Stevens Cabot Abbott
John Stevens Cabot Abbott (Brunswick, Maine; 19 de septiembre de 1805 – New Haven, Connecticut; 17 de junio de 1877) fue un escritor e historiador estadounidense. Fundó con su hermano Jacob, en Boston, la escuela de Mount-Vernon, que se hizo famosa por su reglamento hecho por los propios alumnos, encargados de velar por su ejecución. Fue miembro de la fundación, neoyorquina, del Instituto Spingler, destinada a la educación secundaria de las mujeres. Realizó numerosas obras literarias, algunas de ellas en colaboración con su hermano Jacob.